# Ideas previas
El término ideas previas se utiliza para denominar aquellos esquemas de pensamiento que poseen los alumnos antes de llegar a las aulas, siendo estrategias cognitivas que surgen para dar respuesta a un problema
En muchas ocasiones este término parece ser sinónimo de otros como: errores conceptuales, esquemas alternativos, concepciones alternativas, ideas alternativas preconcepto..., pero presentan importantes matices que los diferencian.

## Características
Algunas de las principales características de las ideas previas son:
- Construcciones personales
- De carácter implícito
- Específicas
- Científicamente incorrectas
- Resistentes al cambio
- Interfieren en el aprendizaje

### Cómo se detectan
Hay distintas técnicas que permiten conocer las ideas previas de los alumnos como por ejemplo: cuestionarios, entrevistas, test, observaciones,diálogos, pudiendo combinarse entre ellas.

## Origen de las ideas previas
Se puede simplificar en tres grupos:
- Origen sensorial: concepciones espontáneas para dar explicación a hechos o sucesos nuevos cercanos a la realidad diaria, para ello se recurre al análisis simplificado mediante semejanza, contigüidad espacial y temporal…muy utilizado para conocer el funcionamiento del mundo natural, ya que muchas de las ideas previas están relacionadas con la ciencia.[8]
- Origen cultural: corresponde con las concepciones sociales, ya que no solo el sistema educativo es el único transmisor de la cultura, sino que hay que tener en cuenta las creencias sociales, los medios de comunicación, leyendas, opiniones…etc. Información en su mayoría son filtrar que genera confusión, a diferencias de las anteriores que son individuales, estas últimas con grupales del entorno social.[9]

- Origen escolar: no solo referidas a libros de texto o materiales que contienen erratas, sino a errores didácticos en la forma en que se representas los conceptos en el proceso de enseñanza aprendizaje por parte de los docentes.[7][8]

## Aprendizaje e ideas previas
Es necesario para conseguir un aprendizaje significativo y no memorístico, lograr un cambio conceptual, para ello son necesarias las siguientes condiciones: crear un conflicto cognitivo que genere insatisfacción con las ideas previas así como la necesidad de buscar alternativas refutadas, para por último integrar estas nuevas ideas o explicaciones a su conocimiento.
Muchas son las investigaciones que se siguen realizando sobre la influencia de las ideas previas y su conexión con el aprendizaje constructivista en el proceso de enseñanza-aprendizaje.